# Bernardo Velasco
Bernardo Velasco  es un modelo brasileño nacido el 30 de enero de 1986 en Niterói, Río de Janeiro.

## Biografía
Nacido en la ciudad de Niterói, en la región metropolitana de Río de Janeiro, Bernardo Velasco es formado en Educación física por la Universidad Federal de Río de Janeiro. En 2008, participó del reality show Agora Vai, dentro del programa Mais Você, de Ana María Braga. Después de ser eliminado, recibió una invitación para convertirse en modelo, protagonizando de forma rápida, varias campañas publicitarias y portadas de revistas impresas.
Estudió en el Taller de actores de Rede Globo y, en 2012, debutó como actor en la decimonovena temporada de la telenovela Malhação, interpretando el personaje de Nando. En septiembre de 2013, firma contratado con la Rede Record y reaparece en la telenovela Pecado Mortal, escrita por Carlos Lombardi, en donde interpreta a Romeu, interés amoroso de Silvia de Almeida (Lua Blanco).
En 2015 es elegido para interpretar a Eleazar en la tercera fase de la telenovela Moises y los diez mandamientos de Rede Record.

## Filmografía
| Cine             | Cine                           | Cine          | Cine     |
| Año              | Título                         | Rol           | Notas    |
| ---------------- | ------------------------------ | ------------- | -------- |
| 2016             | Os diez mandamentos - o filme  | Eleazar       |          |
| Televisión       |                                |               |          |
| Año              | Título                         | Rol           | Notas    |
| 2012             | Malhação                       | Nando Peixoto |          |
| 2014             | Pecado Mortal                  | Romeu         |          |
| 2015             | Moisés y los diez mandamientos | Eleazar       | 3.ª Fase |
| 2016             | Josué y la tierra prometida    | Eleazar       |          |
| 2017             | Belaventura                    | Enrico        |          |
| 2025             | Vale Tudo                      | Igor          |          |
| Vídeos musicales |                                |               |          |
| Año              | Título                         | Intérprete    | Notas    |
| 2014             | «Complicamos Demais»           | Alinne Rosa   |          |
| 2015             | «Deixa Ele Sofrer'»            | Anitta        |          |